# Nephargynnis dujardini
Nephargynnis dujardini är en fjärilsart som beskrevs av Pierre E.L. Viette 1971. Nephargynnis dujardini ingår i släktet Nephargynnis och familjen praktfjärilar. Inga underarter finns listade i Catalogue of Life.